# Brit koronaékszerek

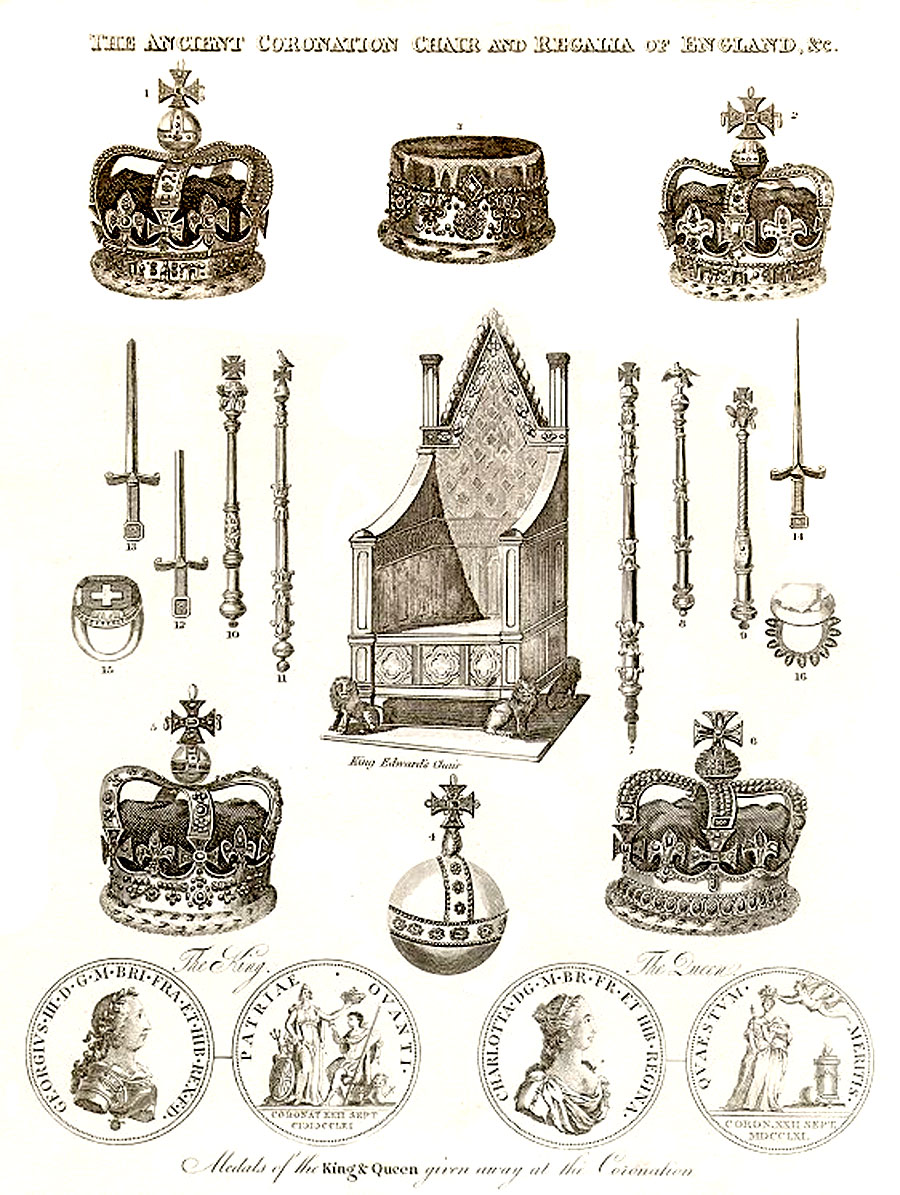
Brit koronaékszerek 1814.

Összefoglaló néven a brit koronaékszerek, a mindenkori brit uralkodónak koronázási ceremónia és más állami ünnep során használt jelvényei. 
Koronaékszerekhez tartoznak: a koronák, jogarok (tetején kereszttel vagy galambbal), országalma, kardok, colobium sindonis (egyszerű, fehér ujjatlan vászonlepel), karkötők, gyűrűk.

## Koronák

### Szent Eduárd koronája (St. Edward's Crown)
Ezzel a koronával emlékezünk meg Hitvalló Eduárd királyról (1042-1066). 1662-ben készült, az eredeti angol korona, Eduárd király koronája aranyának beolvasztásával. Csak a koronázásnál használják. A XIX. századig majdnem minden koronázási szertartáson szerepelt.
Aranyból készült, 444 drágakő és gyöngyök felhasználásával. Négy talpas kereszt és négy liliom alkotja, a tetején két íves kengyellel, ezek keresztezésében egy ékköves talpas kereszt  áll.
A súlya 2,25 kilogramm. Több brit uralkodó különösen nehéznek, és nehezen viselhetőnek tartotta.

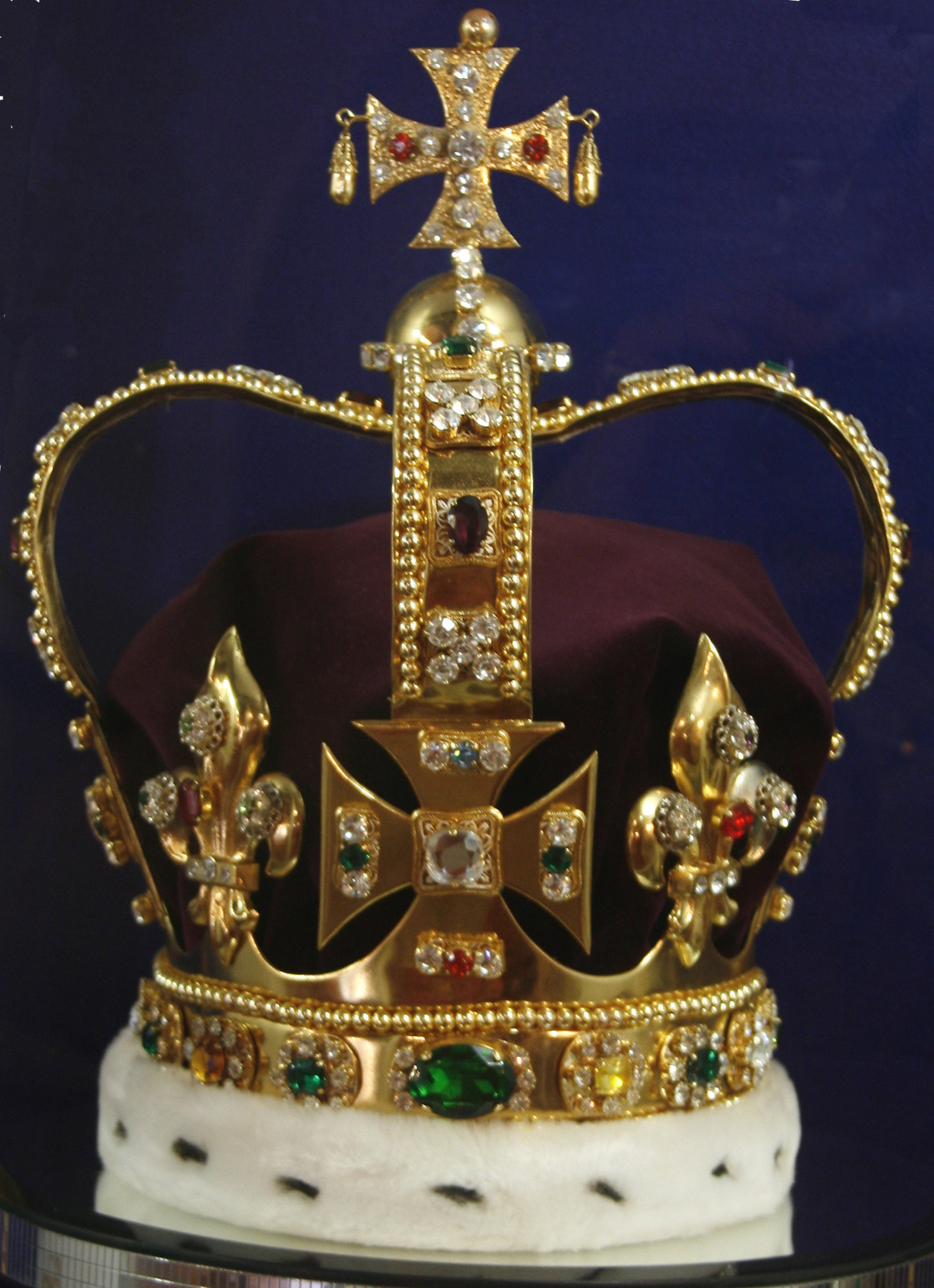
Szent Eduárd koronája

### Birodalmi állami korona (Imperial State Crown)
A koronát 1838-ban készíttette a fiatal Viktória királynő , majd később 1937-ben felújították. Ezer gyémánttal van kidíszítve. Napjainkig ünnepi alkalmakkor viselik, a koronázási szertartás végén, amikor az uralkodó elhagyja a Westminsteri apátságot, és évente, a parlamenti ülésszak megnyitásakor.

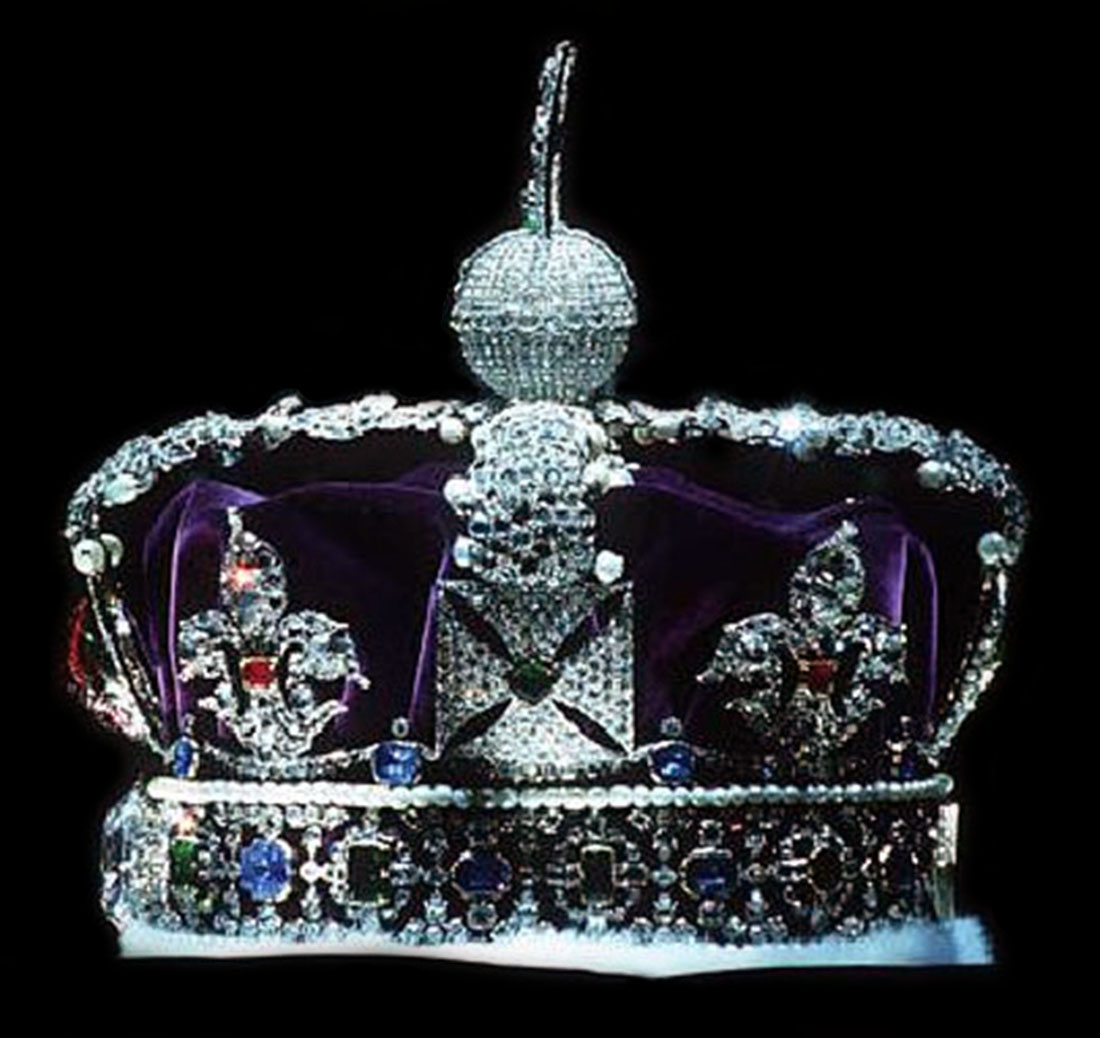
A birodalmi állami korona.

### Brit India császári koronája (Imperial Crown of India)
A brit törvények és a szokásjog tiltották, hogy a koronaékszerek elhagyják a királyság területét, ezért V. György 1911-es brit indiai látogatása alkalmára egy külön koronát készítettek. Az Imperial Crown of India a Delhi Durbar, vagy Imperial Durbar során, 1911. december 12-én kapott lényeges szerepet, mikor az ezt viselő V. György királyt az ország császárává proklamálták, s az uralkodó fogadta egész India összesereglett bennszülött uralkodói, nemessége és vagy félmillió közrendű résztvevő szertartásos, lenyűgöző keleti pompával övezett hódolatát. Ez az ékszer tipikus példája az angol koronáknak, tengernyi smaragddal, rubinnal, zafírral, 6100 gyémánttal, köztük egy különlegesen értékes indiai rubinnal. A koronát Garrard & Co ékszerkészítő gyártotta, az ára akkor 60 000 arany sovereign volt. Mintegy 970 grammot nyom. 1911 óta többé brit uralkodó nem viselte, azóta a  koronaékszerek között őrizik.

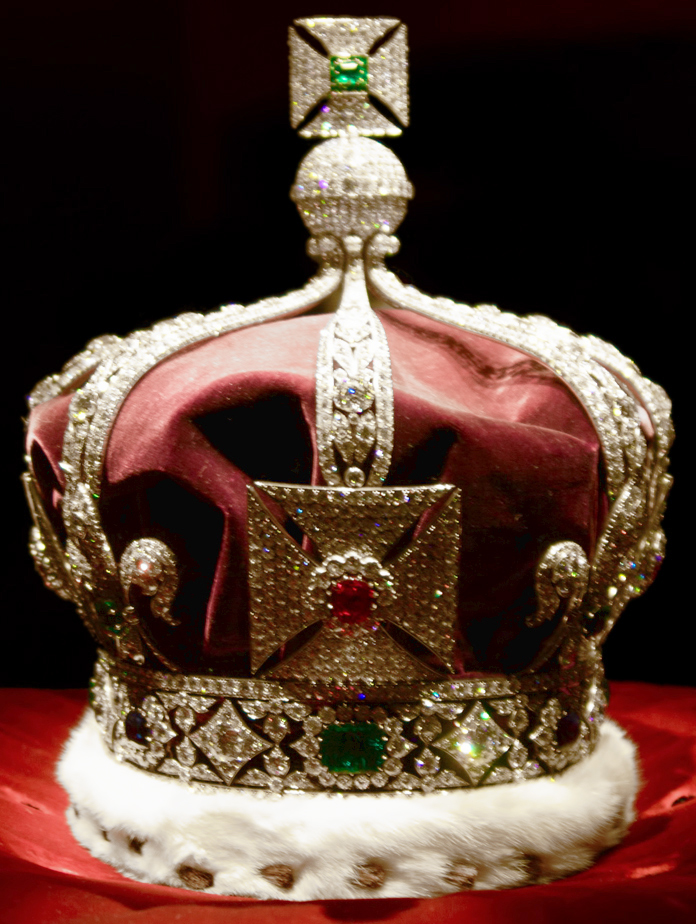
Brit India császári koronája.

### Skóciai királyság koronája (Crown of Scotland)
A mai formájában 1540-ben V. Jakab skót királynak készítették, az Edinburgh-i várban őrzik.

### Walesi herceg koronája
A régi korona Frigyes Lajos koronázási szertartására készült, aki II. György fia, és III. György apja. 1729-ben aranyból készült drágakövek nélkül, és csak egy kengyelből áll.
1902-ben V. Györgyé volt a korona, aki akkor walesi herceg volt.
Az új korona a jelenlegi walesi herceg (Károly herceg) beiktatására készült 1969-ben Caernarvonban, és ez a legfiatalabb korona a királyi gyűjteményben.

### Erzsébet királyné koronája (Crown of Queen Elizabeth)
A korona VI. György feleségének, Erzsébetnek, a későbbi „anyakirálynénak” készült. Ez a korona először nem aranyból, hanem platinából volt. Magában foglalja a Koh-i-Noor gyémántot is. Erzsébet királyné még a lánya 1953-as koronázásánál is viselte.

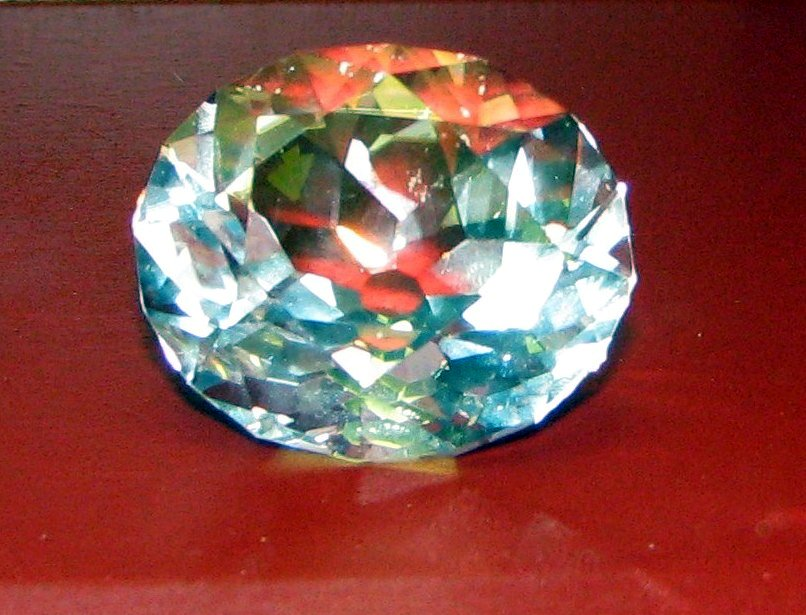
Koh-i-Noor gyémánt

### Mária királyné koronája (Crown of Queen Mary)
Ezt a koronát 1911-ben V. György hitvesének, Mária királynénak készítették. Eredetileg ez tartalmazta a Koh-i-Noor gyémántot, ami később Erzsébet királyné koronájába került. Mária királynő gyakran hordta a korona alsó részét diadémként.

### Modenai Mária királyné koronája (Crown of Mary of Modena)
Ez a korona 1685-ben Modenai Mária királyné, II. Jakab második felesége számára készült. 20,9 centiméter magas, és 890 gramm súlyú. A korona először bérelt kövekből volt kirakva, de később ezt 38 nagy gyémánttal, és 652 gyönggyel pótolták. A korona nem tartalmazza a „Fekete Herceg Rubintját” Később államkoronaként szolgált, és átalakították II. Mária királynőnek, hogy az akkori divatnak megfeleljen. Anna királynő, mint I. György király is, államkoronaként használta. A többi királyi feleségek, mint például Karolina királyné, Sarolta királyné, újra királynéi koronaként hordták.

## A jogarok
Az egyik jogar tetején kereszt látható, 1661-ben készült. 1910-ben kiegészítették a világ 
legnagyobb gyémántjával, az 530 karátos, 106 grammos Cullinan I, vagy más néven Afrika Nagy Csillaga gyémánttal. Az uralkodó a jobb kezében tartja a koronázás során. A másik jogart egy galamb díszíti, szintén 1661-ben készült, a galamb a szentlélek szimbóluma. Az uralkodó a bal kezében tartja.

## Az országalma

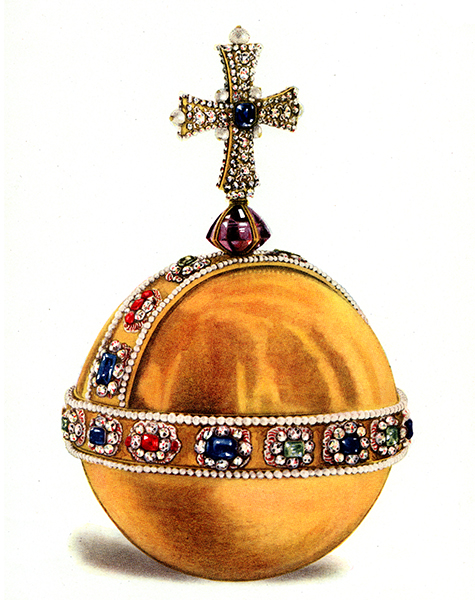
Országalma

Az országalma egy belül üreges aranygömb, mely 1661-ből származik. Körben és felül ékszerek díszítik. A tetején egy kereszt látható, mely egyrészt Jézus uralkodását a világ felett, másrészt az uralkodót, mint a hit védelmezőjét jelképezi.

## Kardok
A koronázás során öt kardot használnak.
IV. György király koronázásához készült a Felékszerezett  Áldozati Kard. Az az egyetlen kard, amelyet ténylegesen bemutatnak a királlyá koronázásnál (a  canterburyi érsek ezzel jelzi, hogy a királyi  hatalom az egyház szolgálatában áll). A többi kardot csupán csak az uralkodó előtt hordozzák. Lawrence Tanner ezt a világ legszebb és legértékesebb kardjaként jellemezte. A markolata és a hüvelye ékszerekkel kirakott (gyémántokkal, rubinokkal és zafírokkal), a pengéje a legfinomabb damaszkuszi acél. Az apátságban a ceremónia alatt az Nagy Állami Kardot helyettesíti, amely túlságosan nehéz ahhoz, hogy azt kényelmesen hordozzák.
A Nagy Állami Kard a legnagyobb méretű kard a gyűjteményben és a király előtt hordozzák mind a koronázásnál, mind a parlament ülésszakának állami megnyitóján. Az aranyozott markolatán keresztidomok találhatók, amelyek az oroszlánt és az unikornist formázzák, és a hüvelye ékszerekkel díszített, amelyeknek alakja az Egyesült Királyság virágszimbólumait formázza: Anglia rózsáját, Skócia bogáncsát.
A további három kard: Curtana vagy a Kegyelem Kardja, az Igazság Kardja a Mulandósághoz és az Igazság Kardja a Lélekhez.
A Curtana Tristan és Ogier the Dane legendás alakjainak kardjához kapcsolódik. Ennek a kardnak tompa, négyzetes vége van, mondván, a kegyelmet szimbolizálja.
A további két kard közül az egyik az uralkodónak az államhoz való viszonyát, a másik az egyházhoz való viszonyát fejezi ki. A lélek kardja ferde élű, a múlandóság kardja élesre fent; a két tulajdonság közötti különbség azt jelzi, hogy csak a világi törvényszéknek van élet és halál feletti hatalma.

## Egyebek
A Gyűrűt IV. Vilmos koronázására készítették 1831-ben. Azt megelőzően minden uralkodó egy-egy új gyűrűt kapott, amely a nemzettel való „frigyét” szimbolizálta. 1831 óta azonban ezt a gyűrűt használták minden egyes koronázásnál, kivéve Viktória királynő koronázását, akinek az ujjai túl kicsik voltak a gyűrűhöz. Egy kisebb, de ugyanolyan másolatot készítettek számára a Gyűrűből, amelyik szintén a koronaékszerek közé tartozik.
Amikor a canterburyi érsek királlyá koronázza az uralkodót, az ampullából a felszentelő kanálba öntik a felszentelt olajat. Az ampulla egy sas formával díszített aranyedény, a kanál aranyozott ezüstből készült tárgy gyöngyökkel díszítve. Az ampulláról úgy hiszik, hogy azt először IV. Henrik koronázásánál használták 1399-ben. A legenda szerint arra készült, hogy a Szűz Mária által adott olajat tegyék bele, amely Canterburyi Szent Tamás látomásában jelent meg. Valószínű, de nem bizonyos, hogy az ampulla túlélte az 1643-as pusztítást, amikor a koronázó ékszerek többségét elpusztították vagy eladták. A kanalat Clement Kynnersley, a királyi ruhatár altisztje vásárolta meg 16 shillingért, amikor Cromwell elrendelte a koronaékszerek megsemmisítését. A kanál, amelyik valószínűleg a XIII. században készült, a legrégebbi koronázási ékszer. Az angol koronázási ünnepség francia koronázási ceremónia mintája alapján született.
Az Armills aranykarkötők, amelyekről úgy tartják, hogy az őszinteséget és a bölcsességet szimbolizálják. II. Erzsébet királynő koronázásánál egy új aranykarkötő készletet készítettek, amelyek a Nemzetközösség különböző kormányait képviselik, nevezetesen: Egyesült Királyság, Kanada, Ausztrália, Új-Zéland, Dél-Afrika, Pakisztán, Ceylon és Zimbabwe.
Az ékszerekhez tartozik az Oltártábla gyűjtemény is, amely kelyhekből, tányérokból és evőeszközökből áll és amelyeket a koronázás során kiállítanak. A legfeltűnőbb darabok egyike egy nagy aranyozott ezüst oltáredény, amelynek közepén az utolsó vacsorát ábrázoló dombormű látható. Henry Greenway aranyműves készítette 1664-ben James-nek, York hercegének , és azt később II. Károly szerezte meg.

## Fordítás
- Ez a szócikk részben vagy egészben  a   Crown Jewels of the United Kingdom című angol Wikipédia-szócikk fordításán alapul.  Az eredeti cikk szerkesztőit annak laptörténete sorolja fel. Ez a jelzés csupán a megfogalmazás eredetét és a szerzői jogokat jelzi, nem szolgál a cikkben szereplő információk forrásmegjelöléseként.
- Ez a szócikk részben vagy egészben  a   Britische Kronjuwelen című német Wikipédia-szócikk fordításán alapul.  Az eredeti cikk szerkesztőit annak laptörténete sorolja fel. Ez a jelzés csupán a megfogalmazás eredetét és a szerzői jogokat jelzi, nem szolgál a cikkben szereplő információk forrásmegjelöléseként.